# マァチャンの日記帳
『マアチャンの日記帳』（マアチャンのにっきちょう）は、手塚治虫による日本の漫画作品、後に数多くの名作を生み出した手塚の正式なデビュー作として知られる。当時作品を読めたエリアは、大阪を中心に北は富山県・石川県、南は四国全県までであり、関東地方などではこの作品を読むことができなかった。

## 発表の経緯
1946年（昭和21年）、大阪毎日新聞の小学生版にあたる『少國民新聞』に連載された作品。この作品の誕生経緯については、手塚自身が著書『ぼくはマンガ家』などで比較的多くを語っており、以下はそれに準じた解説を掲載する。
戦後の手塚治は医学を専攻しながら掲載誌の当ても無く漫画を描き続けていたが、ある日その作品が毎日新聞に勤務する女性の目に留まり、治を学芸部に紹介する。当時の大阪学芸部には後の巨匠井上靖や山崎豊子も顔を並べており、学芸部は治の描く漫画を見て学生新聞部を紹介するに至る。戦時規制の影響で慢性的に漫画作家が不足していた中での紹介であった。治自身は長編ストーリー漫画の掲載を望んでいたと言われるが、新聞連載と言う特性上、掲載する作品は4コマ漫画となり、1946年正月号からの連載が比較的あっさり決定したとされる。原稿料は当時の価格で1枚50銭。後にこの採用について「大量の原稿を書き溜めていたことから『使い物になる』と判断され最初から連載作家になれたのだろう」と回顧しており、「実に幸福なデビューだった」とも語っている。
1946年1月1日付けの少国民新聞にはついに予告が掲載されそこには「今までの荒っぽい漫画なんかではなく」（原文はカタカナ）とあり、それまでの戦意高揚作品ではないことをアピールし、作者紹介には「作者手塚治蟲（てづかはるむし）さんは、みなさんと同じクリクリ坊主で十九歳のお兄さんです」とある。これは現在においても全く無名の新人にとっては破格の扱いである。なお、先の文章を見れば判るとおり、当時は当然ながらペンネームの読みが全く浸透しておらず、わざわざ漫画のルビには「テツカヲサムシ」との表記があるのだが、解説では「はるむし」とのルビが振られてしまっている。当時彼のペンネームがいかに無名であったかを示すエピソードのひとつとして語られる。1928年11月3日生まれの手塚は、当時満年齢では17歳であったが、この当時日常的に使用されていた数え年においては1946年元日で19歳となるため、ここで記された年齢が手塚があえて満年齢を偽ったものか、単に数え年を表記したかは不明である。
かくして正月休刊をはさんだ1月4日付けで『マアチャンの日記帳』の連載が開始された。プロ漫画家『手塚治虫』誕生の瞬間である。
第一回は正月号ということもあり、題材は書き初めだった。富山でこの作品を見た当時小学生高学年だった藤本弘と安孫子素雄（後の藤子不二雄）はその絵の新鮮さに多大な影響を受け、手塚の大ファンになると共に自身の作品のタッチを手塚調にアレンジし、後に同じ『毎日小学生新聞』（1947年に『少國民新聞』から改名された）にて『天使の玉ちゃん』でデビューを飾ることになる。

## あらすじ
下町に住む主人公マアチャンはいたずら好きの少年。同居している父母や仲良しのトンチャンらとの楽しい日常を描く。
台詞は全て旧仮名遣いのカタカナで記されている。これは読者層に合わせたもので、当時の小学生は最初にカタカナから字を教わっていたためである。

## 登場人物
マアチャン
主人公。野球帽を反対にかぶり、長ズボン長袖シャツ手袋にサンダルというスタイル。年齢は恐らく幼稚園前後で、まだ読み書きはできない。後にこのキャラクターのデザインはケン一少年としてリファインされ長期的に愛用されることになる。
お父さん
マアチャンの父親。ステレオタイプな戦後の厳格な父親像で描かれている。
お母さん
マアチャンの母親。登場したのは第一回と最終回のみで台詞は無い。
トンチャン
マアチャンより少し年上のお兄さんでよき遊び相手。
女の子
トンチャンと共に登場回数の多い遊び相手だが、作品によって妹だったり、他人であったりと設定が一貫しない。名前も不明。
フクちゃん
51話と65話で遊び友達として登場する横山隆一のキャラクター。全集には彼が登場するエピソードはカットされており、デビュー作品集では横山の快諾もあり、収録された。

## 単行本
新聞作品と言うこともあり、オリジナルバージョンは手塚の存命中は単行本化されなかったが、1991年に作品を連載していた毎日新聞社より本作連載時の草稿ノートに「AチャンB子チャン探検記」「グッちゃんとパイコさん」「ぐっちゃん」の4作に、「ぞうのくしゃみ」「光速旅行時代」「パンサーを探せ」を加えた形で『手塚治虫デビュー作品集』の名前で単行本化され、生誕80周年となる2009年には「ぞうのくしゃみ」「光速旅行時代」「パンサーを探せ」を除いた形で再版された。
なお、全集に収録されている同名の作品は後に手塚自身がリメイクした「マアチャン トンチャン」であり、エピソードはほぼ同じであるが、連載版の第一回や最終回などが未収録となっている。

## エピソード
当時の新聞漫画としては好評だったようで、作者に無断でマアチャンの木彫り人形が製作されている。この人形は宝塚手塚治虫記念館の常設展示にて展示されている。
手塚治虫のデビュー作として知られる作品ではあるが、それ以前に新聞に1コマものをかなり描いており実際には大人ものが先だという手塚治虫自身による発言もある。